# 皮佐科洛山

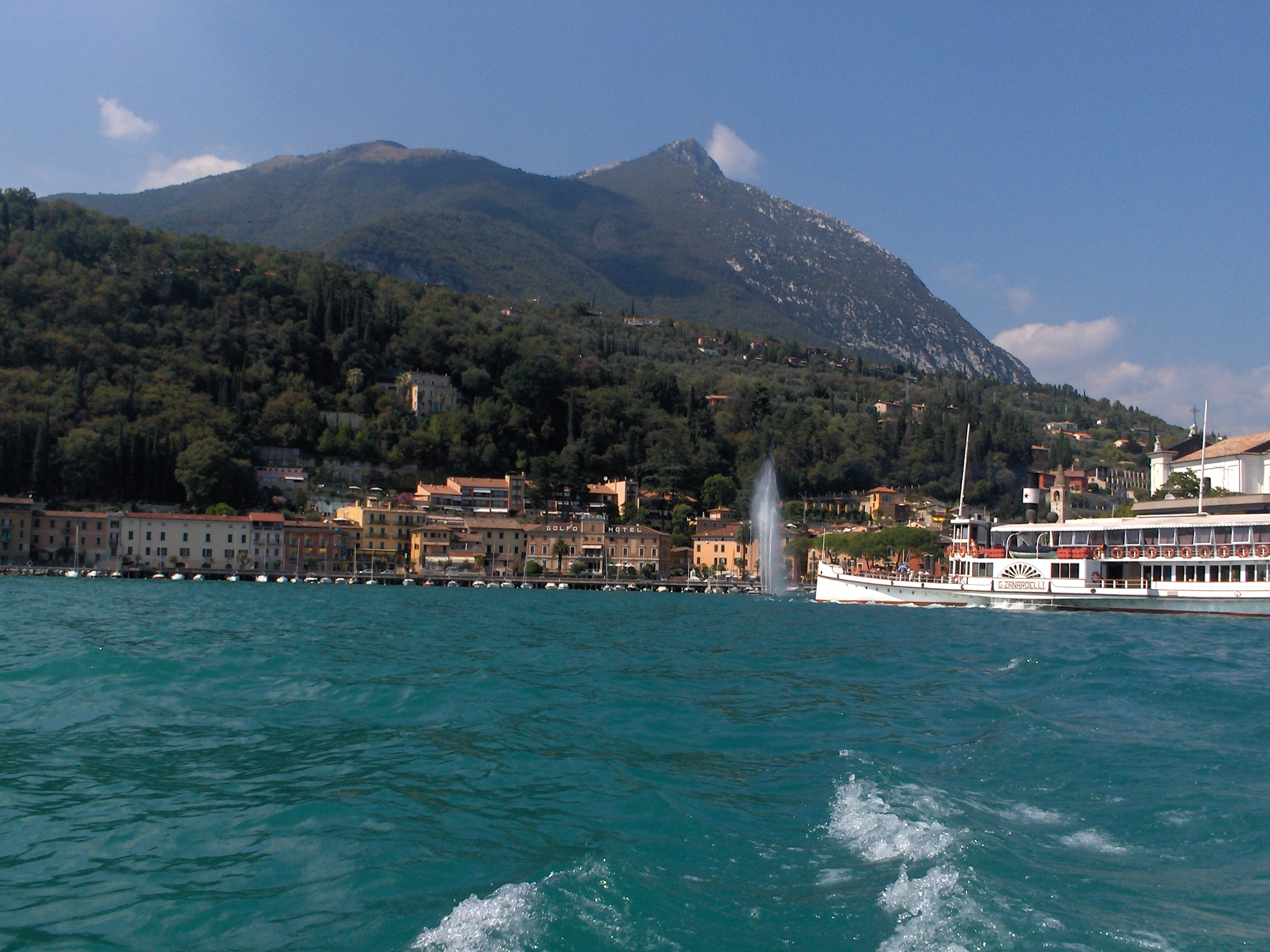

皮佐科洛山（義大利語：Monte Pizzocolo），是意大利的山峰，位於該國北部，由布雷西亞省負責管轄，屬於加達山脈的一部分，海拔高度1,581米，每年平均降雨量1,592毫米。